# Thuiaria deberki
Thuiaria deberki är en nässeldjursart som beskrevs av Kudelin 1914. Thuiaria deberki ingår i släktet Thuiaria och familjen Sertulariidae. Inga underarter finns listade i Catalogue of Life.